# Brasil-Zâmbia em futebol
Este é o histórico dos resultados dos confrontos de futebol entre Brasil e Zâmbia.

## Masculino

### Seleção principal
| № | Data                  | Local                            | Jogo            | Resultado | Competição       |
| - | --------------------- | -------------------------------- | --------------- | --------- | ---------------- |
| 1 | 15 de outubro de 2013 | Estádio Nacional, Pequim (China) | Zâmbia – Brasil | 0 – 2     | Partida amistosa |

#### Estatísticas
Última partida: 15 de outubro de 2013
| Competição       | Jogos | Vitórias do Brasil | Empates | Vitórias de Zâmbia | Gols do Brasil | Gols de Zâmbia |
| ---------------- | ----- | ------------------ | ------- | ------------------ | -------------- | -------------- |
| Partida amistosa | 1     | 1                  | 0       | 0                  | 2              | 0              |
| Total            | 1     | 1                  | 0       | 0                  | 2              | 0              |

### Seleção Sub-20
| № | Data                | Local                                       | Jogo            | Resultado | Competição                        |
| - | ------------------- | ------------------------------------------- | --------------- | --------- | --------------------------------- |
| 1 | 11 de abril de 1999 | Estádio Liberation, Port Harcourt (Nigéria) | Zâmbia – Brasil | 1 – 5     | Copa do Mundo FIFA Sub-20 de 1999 |

#### Estatísticas
Até 12 de outubro de 2013
| Casa | Fora | Total | Brasil – Zâmbia | Total | Fora | Casa |
| ---- | ---- | ----- | --------------- | ----- | ---- | ---- |
| 0    | 1    | 1     | Jogos           | 1     | 1    | 0    |
| 0    | 1    | 1     | Vitórias        | 0     | 0    | 0    |
| 0    | 0    | 0     | Empates         | 0     | 0    | 0    |
| 0    | 0    | 0     | Derrotas        | 1     | 1    | 0    |
| 0    | 5    | 5     | Golos marcados  | 1     | 1    | 0    |
| 0    | 1    | 1     | Golos sofridos  | 5     | 5    | 0    |

## Feminino
Nunca houve confronto entre as duas seleções femininas.